# Hockey Valdagno
El Hockey Valdagno (desde su fundación hasta 2011 conocido con el nombre de Hockey Marzotto Valdagno), también denominado Hockey Valdagno 1938 es un club de hockey sobre patines de la localidad italiana de Valdagno, en la región de Véneto, que actualmente milita en la Serie A1.
Fue fundado en 1938 con el nombre de C.R.A.L. (Circolo Ricreativo Aziendale Lavoratori) Marzotto Valdagno, cambiado en 1956 por Associazione Hockey Marzotto Valdagno. El nombre Marzotto proviene de su esponsor histórico: la Marzotto, fábrica y casa de moda, con sede en Valdagno.
Su época de máximo esplendor fue a partir de la década de 2010, en la cual cosechó la totalidad de sus títulos: 3 Ligas, 2 Copas y 3 Supercopas.
A nivel europeo su mayor éxito fue el subcampeonato de la Copa de la CERS de la temporada 2007-2008 en la que cayó derrotado ante el CP Tenerife.

## Palmarés
- 3 Ligas de Italia: 2009–10, 2011–12, 2012–13
- 2 Copas de Italia: 2012–13, 2013–14
- 3 Supercopas de Italia: 2010, 2011, 2012

## Plantilla 2018-2019
| - (1) Andrea Brentan (portero) - (2) Samuel Amato - (4) Luis Pallares Peidro - (5) Alessandro Burtini - (6) Dario Javier Gimenez - (7) Gaston De Oro |  | - (8) Massimo Tataranni - (9) Alessandro Refosco - (10) Guillem Trabal Taña (portero) - (11) Filippo Zambon - (22) André Centeno - (26) Andrea Bigarella |